# Charlie Lee (Squashspieler)
Charlie Lee (* 13. Mai 1998 in London) ist ein englischer Squashspieler. 

## Karriere
Charlie Lee begann seine Karriere im Jahr 2015 und gewann bislang fünf Titel auf der PSA World Tour. Seine beste Platzierung in der Weltrangliste erreichte er mit Rang 43 am 11. September 2023. Bei den Junioren gewann Lee in allen Altersklassen die englischen Meisterschaften. 2017 sicherte er sich mit der Junioren-Nationalmannschaft den Titel bei der Europameisterschaft. Im selben Jahr vertrat er England auch bei der Europameisterschaft bei den Erwachsenen und erreichte dort das Achtelfinale, in dem er gegen Grégory Gaultier ausschied. Nach zunächst sechs Finalniederlagen gelang Lee in Guatemala-Stadt im März 2022 schließlich der erste Endspielerfolg und damit auch erste Titelgewinn auf der World Tour. Bereits einen Monat später gewann er auch das World-Tour-Turnier in Kriens. Mit der englischen Nationalmannschaft gelang ihm 2023 der Titelgewinn bei den Europameisterschaften.
Auch sein Vater Danny Lee war Squashspieler, sein Bruder Joe spielt ebenfalls auf der World Tour.

## Erfolge
- Europameister mit der Mannschaft: 2023
- Gewonnene PSA-Titel: 5